# Porážky
Porážky jsou národní přírodní rezervace severovýchodně od obce Nová Lhota, severně od obce Vápenky a jihovýchodně od obce Suchov. Rozkládá se na rozmezí okresů Hodonín a Uherské Hradiště. Oblast spravuje AOPK ČR Správa CHKO Bílé Karpaty.
Důvodem ochrany jsou přirozené bělokarpatské louky a luhové stepi a zabezpečení jediné lokality všivce statného (Pedicularis exaltata) v ČR. Nacházejí se zde také další chráněné rostliny a vysokou hodnotu má území i z krajinářského hlediska.

## Lokalita
Rezervace se rozkládá na lokalitě zvané Přední louky. Jedná se o bělokarpatské louky se solitérními stromy, převážně duby. V jižní části a na severu v okolí pramenů se rozprostírají rozsáhlejší křoviny. V ochranném pásmu o velikosti 370,8 ha se nacházejí menší lesní porosty o velikosti 1,79 ha, v jeho okolí se rozprostírá les složením smrkový a bukový.
Chráněná oblast se nachází na zaobleném hřebenu a svahu kopce, jehož kóta 651 m n. m. se nachází východně od Porážek.

## Historie
V minulosti byly chráněné louky a jejich okolí sečeny jednou do roka. V období kolektivizace se začalo s občasným přihnojováním minerálními hnojivy.

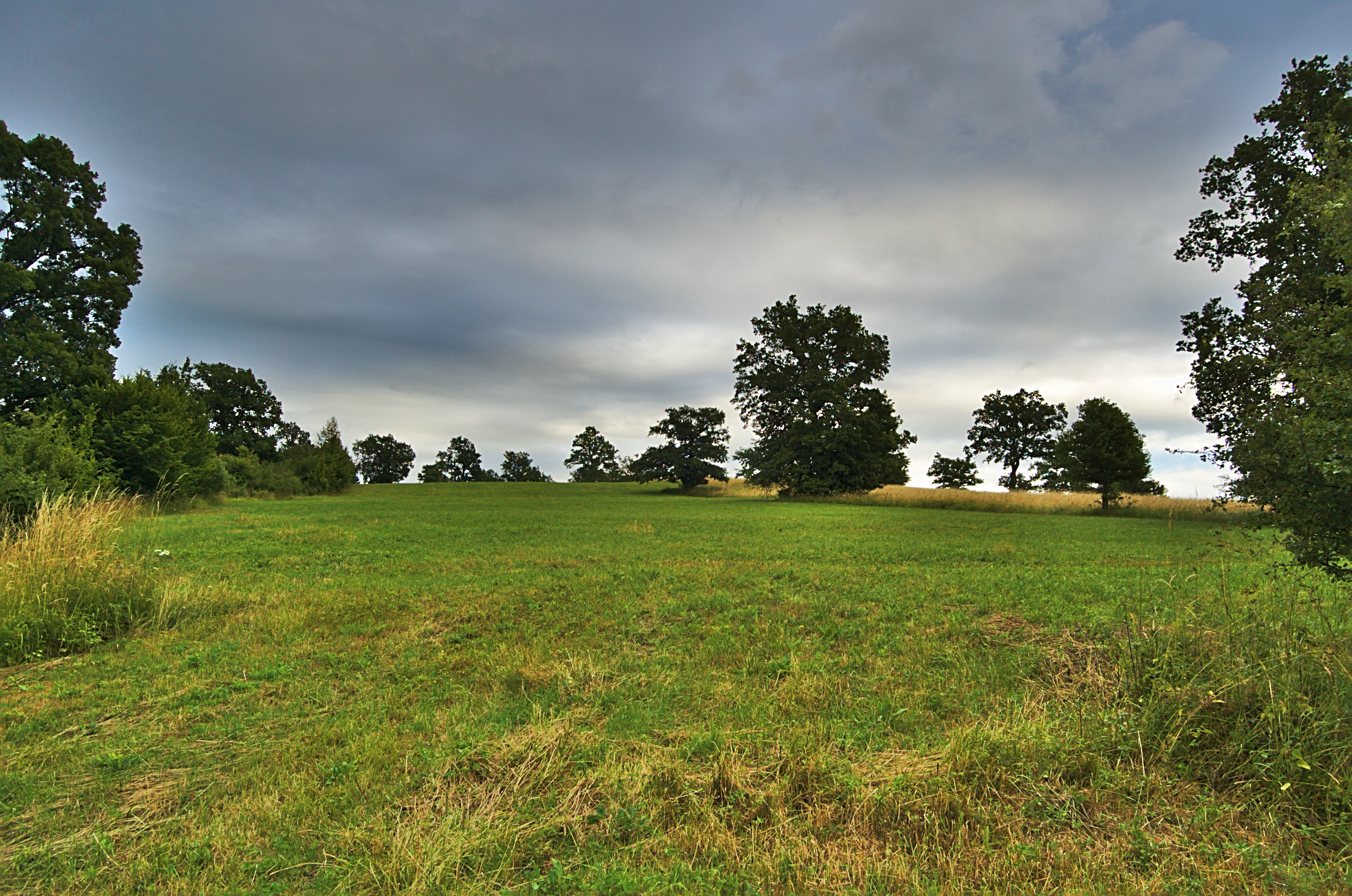
Kosení v různých časových intervalech

V roce 1978 došlo na svahu v severní části k rozsáhlému sesuvu půdy, který zničil původní vegetaci a místo ní byla zaseta kulturní tráva a jetelovina. Tato plocha však byla dále kosena ručně a díky záchrannému programu, který obsahoval množení všivce, se podařilo jeho populaci zpět rozšířit.

## Geologie
Na území najdeme vápnité jílovce, slínovce a vápnité pískovce, jejichž podklad tvoří magurský flyš. Půda je typu kambizemě střední zrnitosti, na části území i kambizemě pseudoglejové.

## Podnebí

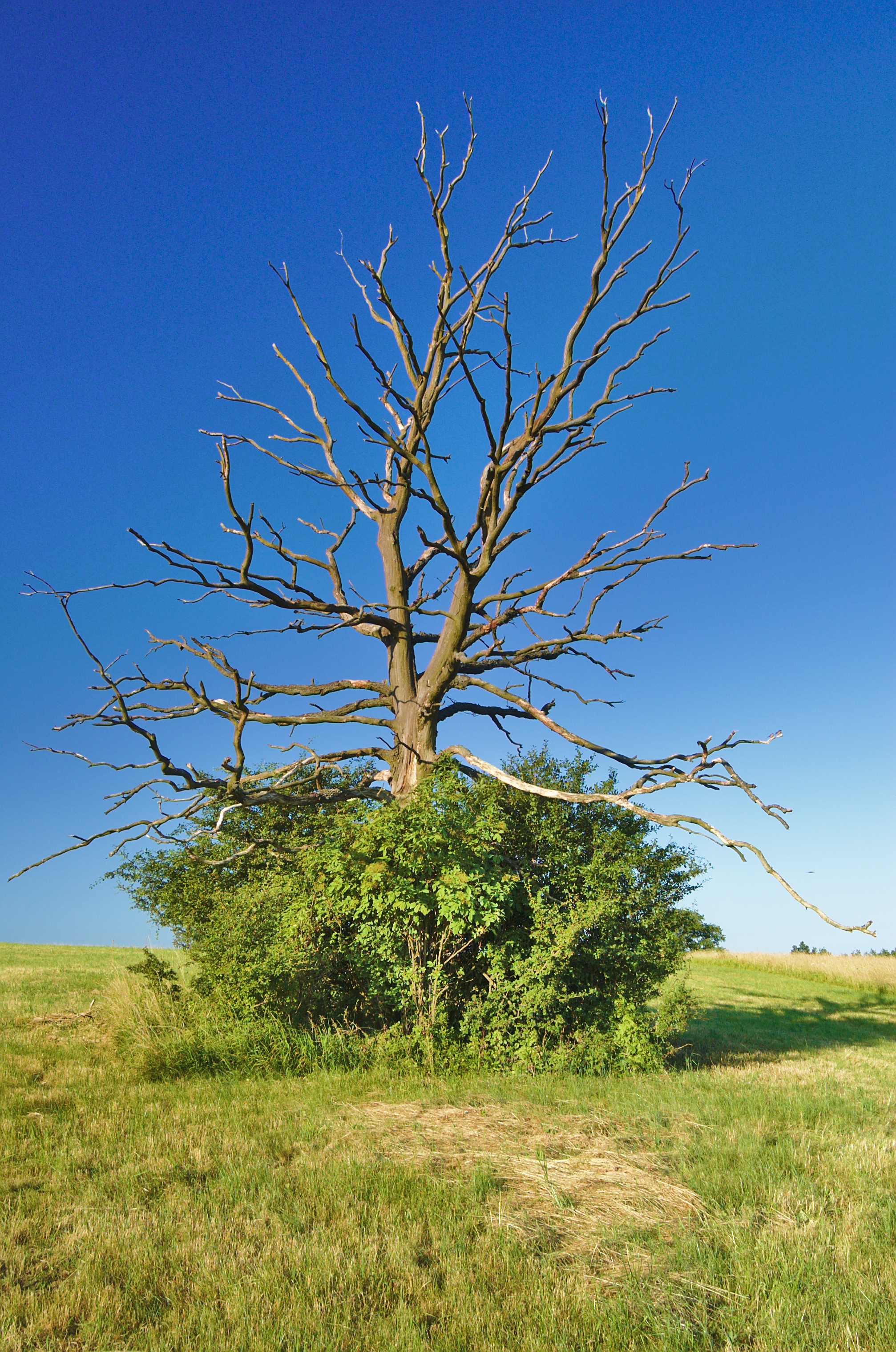
Uschlý solitérní dub

Průměrný úhrn ročních srážek je spíše nízký v rozmezí 500 – 700 mm. Oblast leží v teplotně kontinentální části ČR.

## Vodstvo
Voda z jižní části je odváděna bezejmennými potůčky do Veličky, severní část odvodňuje potok Kazivec. Na území se střídají vlhká a suchá území.

## Lišejníky
Na území bylo nalezeno 69 druhů lišejníků. Nejvíce se jich vyskytuje na solitérních dubech letních a dále pak na topolech osika, vrbě jívě a bezu černém. Ze vzácných druhů se tu vyskytuje Buellia disciformis, Parmelia submontana, Parmelina quercina a Caloplaca cerina.

## Flóra
Na území bylo zaznamenán výskyt téměř 300 druhů vyšších rostlin.
Travino-bylinnou část tvoří teplomilné porosty suchých trávníků svazu Cirsio-Brachypodion pinnati se sveřepem vzpřímeným (Bromus erectus) a kostřavou žlábkatou (Festuca rupicola), v severní části se vyskytují lokality s mokřadní vegetací asociace Angelico-Cirsietum oleracei s pcháčem zelinným (Cirsium oleraceum) a dále i společenstva teplomilných lesních lemů (svaz Geranion sanguinei) s kakostem krvavým (Geranium sanguineum).
Na území národní přírodní rezervaci roste všivec statný (Pedicularis exaltata), kosatec různobarvý (Iris variegata), kosatec trávovitý (Iris graminea), lilie zlatohlávek (Lilium martagon), mečík střechovitý (Gladiolus imbricatus), hořec hořepník (Gentiana pneumonanthe), hořec brvitý (Gentianopsis ciliata), hlístník hnízdák (Neottia nidus-avis), bradáček vejčitý (Listera ovata), prstnatec bezový (Dactylorhiza sambucina), hlavinka horská (Traunsteinera globosa), vemeník dvoulistý (Platanthera bifolia),, vemeník zelenavý (Platanthera chlorantha), vstavač mužský (Orchis mascula), vstavač vojenský (Orchis militaris), vstavač osmahlý (Neotinea ustulata), vstavač kukačka (Anacamptis morio), střevíčník pantoflíček (Cypripedium calceolus), tořič čmelákovitý Holubyho (Ophrys holoserica subsp. holubyana), srpice karbincolistá (Klasea lycopifolia), kozinec dánský (Astragalus danicus), hvozdík pyšný pravý (Dianthus superbus subsp. superbus), len žlutý (Linum flavum), plamének přímý (Clematis recta), hladýš pruský (Laserpitium prutenicum), pětiprstka žežulník (Gymnadenia conopsea) a mnohé další druhy.
V mokřadní části se vyskytují prstnatec májový (Dactylorhiza majalis), kruštík bahenní (Epipactis palustris), mečík střechovitý (Gladiolus imbricatus), kozlík dvoudomý (Valeriana dioica), vítod nahořklý (Polygala amarella), hadí jazyk obecný (Ophioglossum vulgatum) či pětiprstka hustokvětá (Gymnadenia densiflora).
V ochranném pásmu se navíc vyskytují srpice karbincolistá (Klasea lycopifolia), zvonek hadincovitý (Campanula cervicaria), rozrazil dlouholistý (Veronica maritima), česnek kýlnatý (Allium carinatum) nebo hvozdík pyšný pravý (Dianthus superbus subsp. superbus).

## Fauna

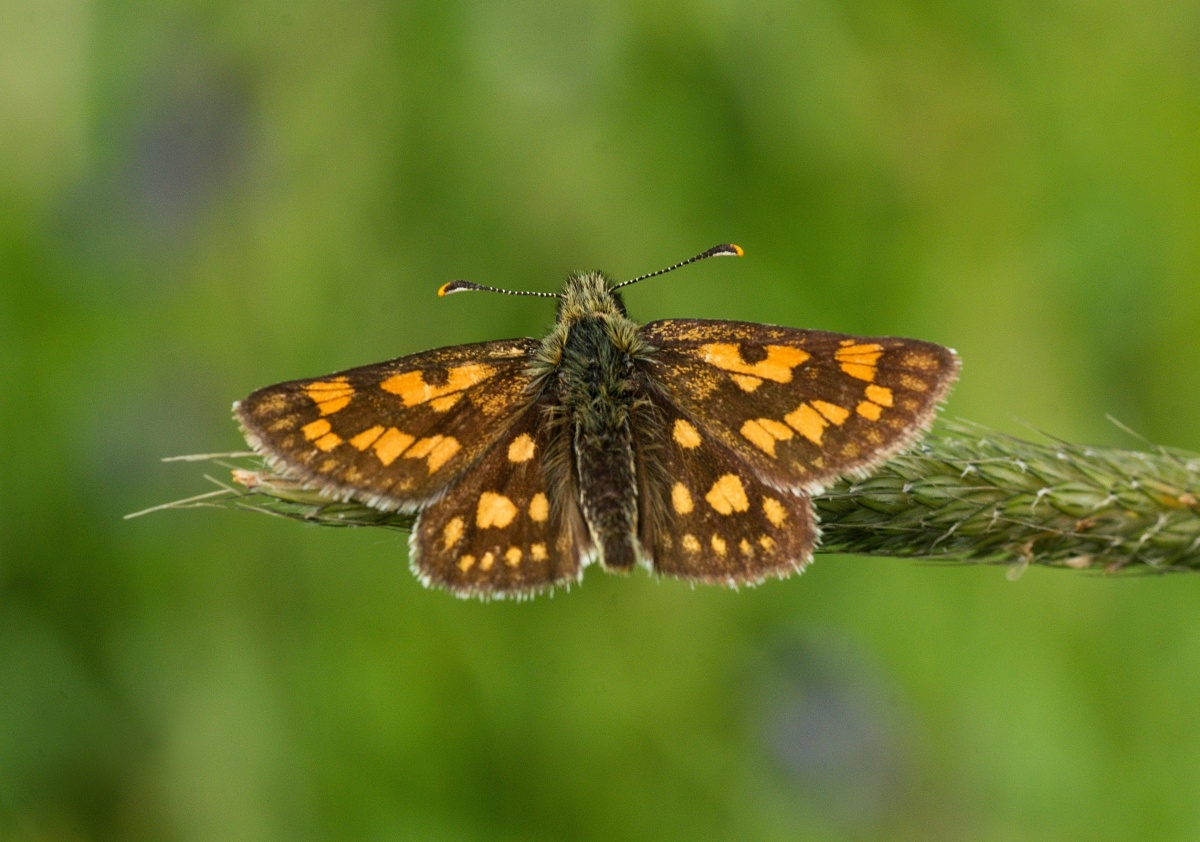
Soumračník jitrocelový na území NPR

Na loukách lze spatřit velkou populaci motýlů, mezi nimiž se vyskytuje jasoň dymnivkový (Parnassius mnemosyne), ohniváček modrolesklý (Lycaena alciphron), modrásek očkovaný (Phengaris teleius), perleťovec dvouřadý (Brenthis hecate), perleťovec kopřivový (Brenthis ino), bělopásek topolový (Limenitis populi) a píďalka malebná (Coenocalpe lapidata). Z můr například osenice jetelová, rákosnice velká a Episema scoriacea.
Mezi brouky, kteří tu byli nalezeni, patří Meloe rugosus, štítonoš černoskvrnný, Donus intermedius, Mogulones curvistriatus a dřepčíci Argopus ahrensi, Dibolia foersteri a Longitarsus tristis.
Z plazů a obojživelníků se ty objevuje slepýš křehký (Anguis fragilis), skokan hnědý (Rana temporaria) a kuňka žlutobřichá (Bombina variegata).
Mezi ptáky, kteří v lokalitě sídlí nebo tu bývají pozorovaní, patří bramborníček hnědý (Saxicola rubetra), strnad luční (Emberiza calandra), pěnice vlašská (Sylvia nisoria), ťuhýk šedý (Lanius excubitor), křepelka polní (Coturnix coturnix), chřástal polní (Crex crex), ostříž lesní (Falco subbuteo), kulíšek nejmenší (Glaucidium passerinum), orel královský (Aquila heliaca) a orel křiklavý (Clanga pomarina).

## Turistika
Územím národní přírodní rezervace ani jejím nejbližším okolím nevede žádná značená turistická či cyklistická trasa, na západní straně u cesty se však nachází informační tabule s údaji o lokalitě. I přes absenci turistického značení bývá lokalita, obzvláště v jarních měsících, hojně navštěvována.

## Fotogalerie

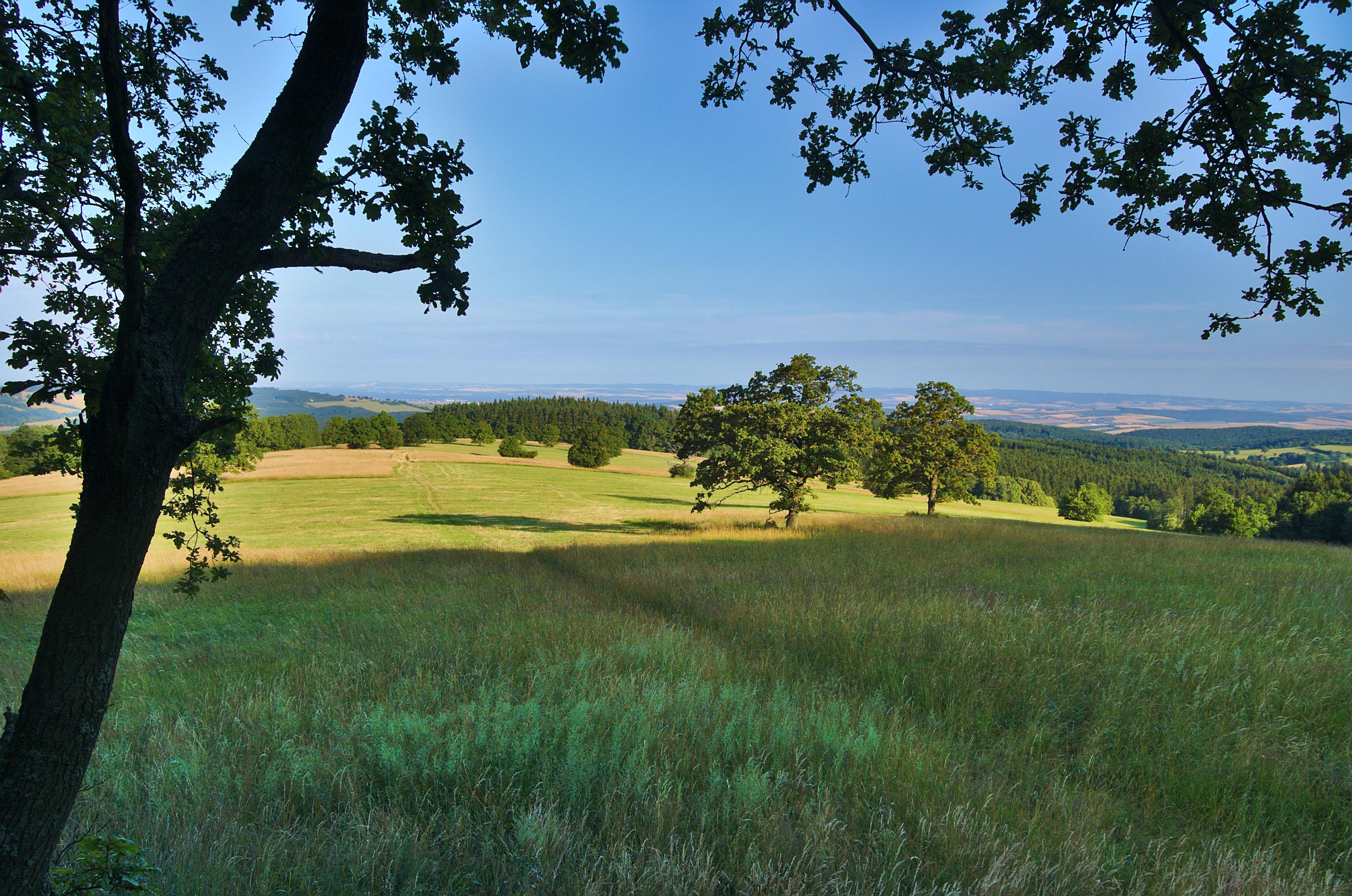
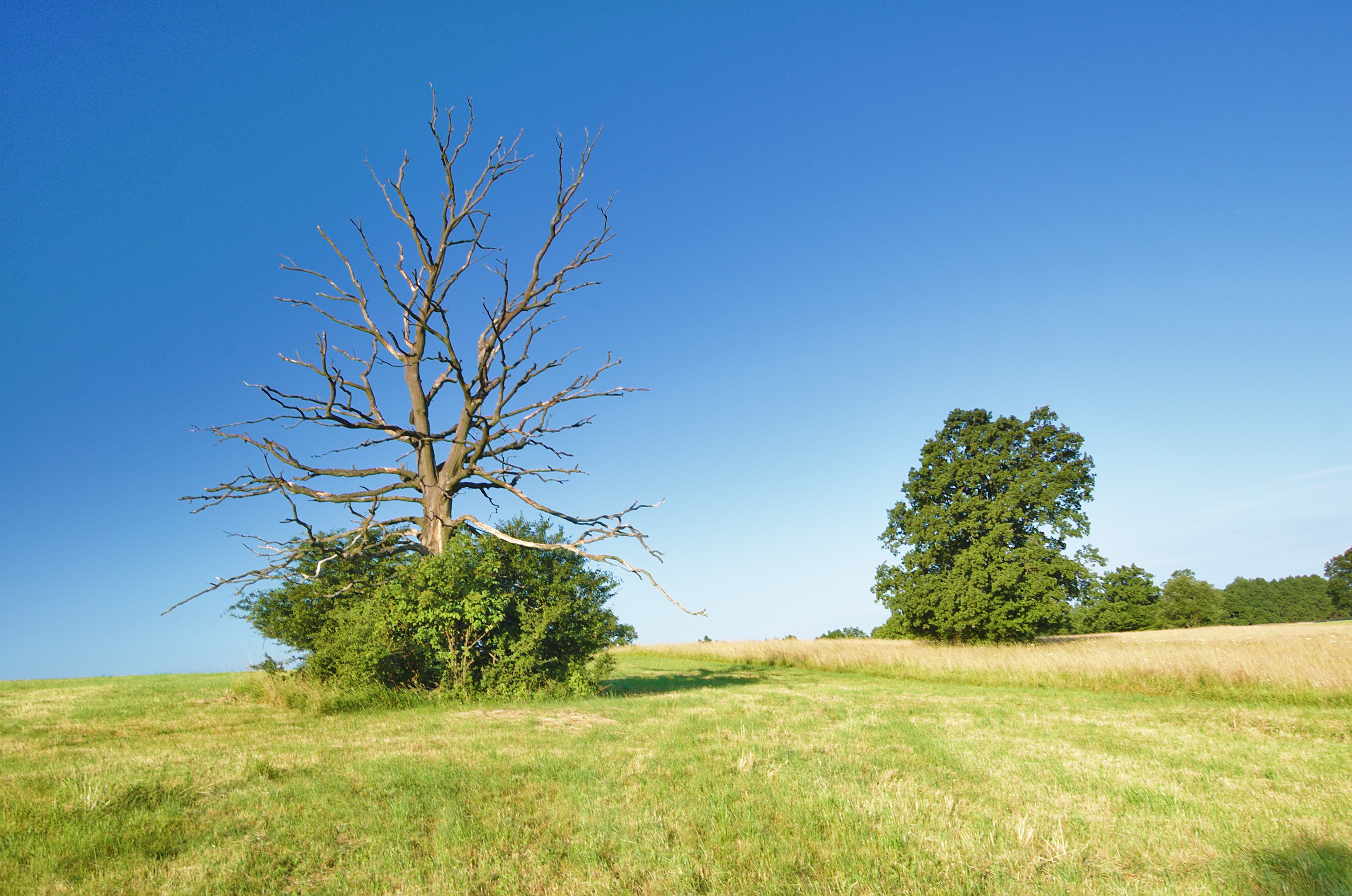
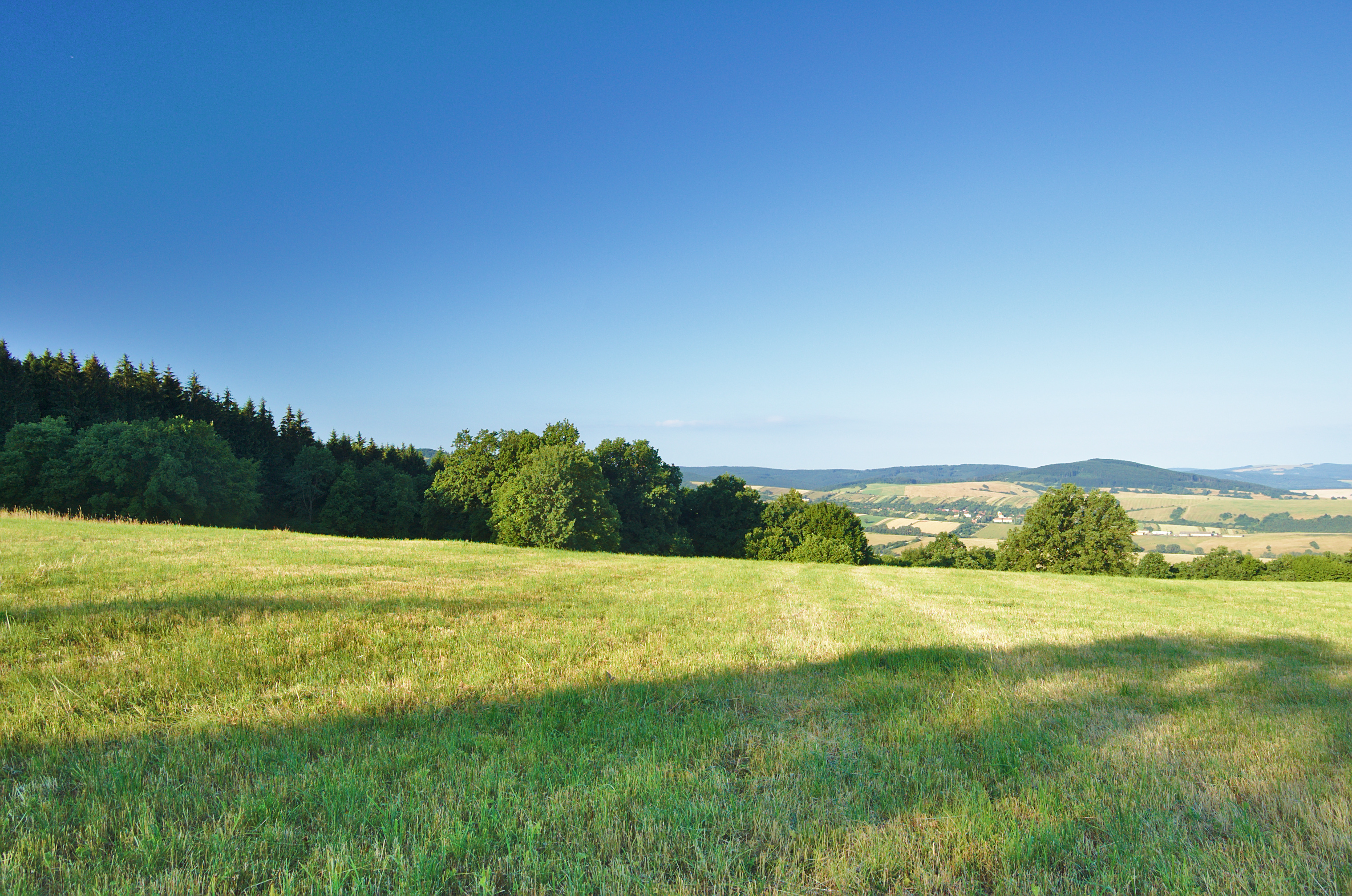
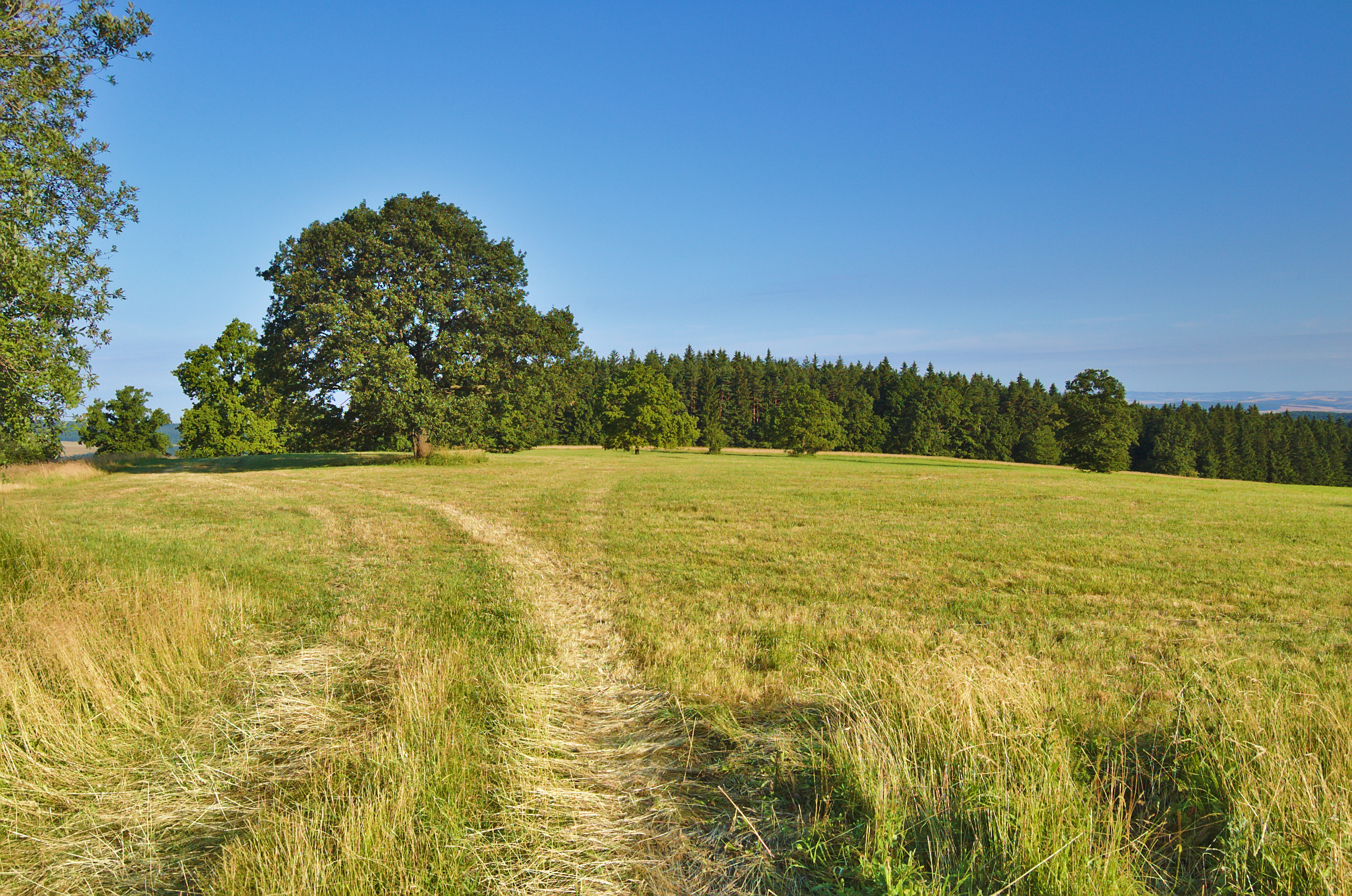
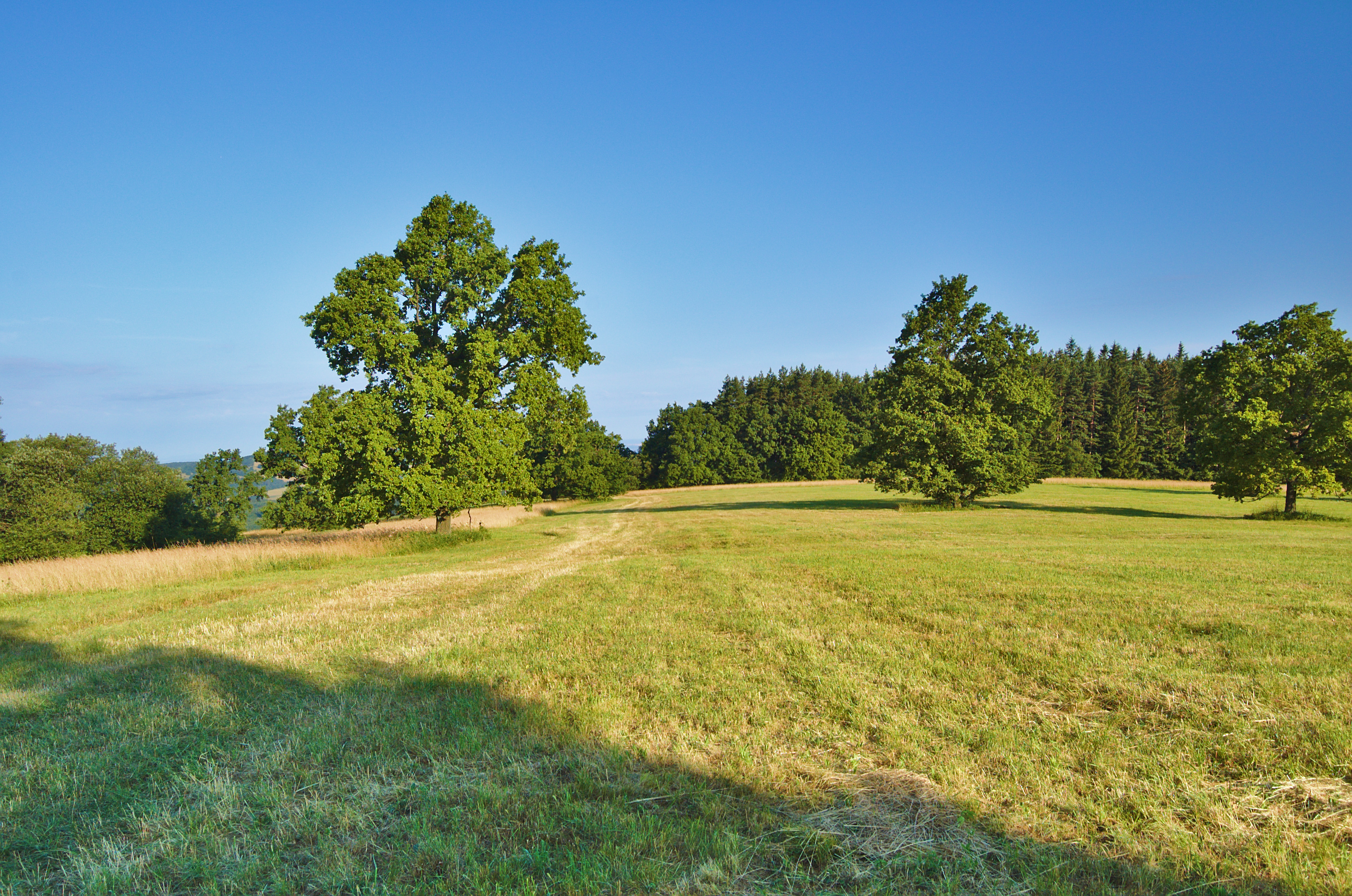